# Хольцман, Йоханнес
Йоханнес Хольцман (нем. Johannes Holzmann; 30 октября 1882, Тухоля, Пруссия (ныне Куявско-Поморское воеводство, Польша) — 28 апреля 1914, Московская губерния, Российская империя) — немецкий революционер, политик, анархист, журналист, писатель, публицист. Известный под псевдонимом Сенна Хой.

## Биография
Родился в богатой еврейской семье, его отец был учителем. В молодости участвовал в деятельности Теософского общества и Социал-демократической партии Германии. В 1905 году разочаровавшись в их идеях, порвал с ними.
В 1903 году был соучредителем Лиги прав человека и до 1905 года его президентом.
Выбрал псевдоним Сенна Хой (предложенный Эльзой Ласкером-Шюлер, как анаграмму его имени), в 1904 году основал анархистский журнал «Kampf» («Борьба») (1904—1905), финансируемый и финансируемый его другом Отто Буком. В нём он не только освещал широкий круг повседневных политических вопросов, но и выступал за отмену параграфа 175 и, таким образом, легализацию гомосексуализма. В числе сотрудников журнала «Kampf» были Эльза Ласкер-Шюлер, Эрих Мюзам, Герварт Вальден и Пауль Шеербарт. Австрийский анархист Пьер Рамус назвал его «самым неутомимым богемским пролетарием немецкоязычного анархистского движения». Деятельность Хольцмана неоднократно становилась объектом цензуры прусских властей. Из 25 выпусков «Der Kampf», 11 были запрещены.
Для него борьба с запретом гомосексуализма была частью более масштабной борьбы за эмансипацию.
В 1905 году Хольцман вынужден был покинуть Пруссию и перебрался в Цюрих (Швейцария), где основал журнал «Der Weckruf» («Пробуждение»). В Цюрихе он снова был арестован и депортирован. Однако, Хольцман пробрался обратно в Швейцарию. Пытаясь скрыться, инсценировал свою смерть. Написал собственный некролог, в котором утверждал, что был убит во время бегства из заключения. После того, как стала известна правда, Хольцман был опозорен, даже в анархистской среде. Поэтому он принял решение уехать из Цюриха. Проведя несколько месяцев в Париже, переехал в Россию. Поводом стала русская революция 1905 года, так как он считал, что будущее Европы зависит от результатов революционных событий в этой стране.
В Швейцарии, а затем во Франции, Хольцман принимал участие в анархической пропаганде массовой и всеобщей забастовки и руководств к действиям.
По приезде присоединился к анархистской федерации в Царстве Польском. В течение нескольких недель помогал этой организации, занимаясь экспроприацией богатых торговцев для финансирования деятельности анархистских групп.
В июне 1907 года был пойман царскими властями и приговорён к пятнадцати годам каторжных работ. В Германии адвокаты и друзья Хольцмана начали кампанию по его освобождению, прежде всего Эльза Ласкер-Шюлер. Она собрала денег, чтобы съездить в Россию и навестить его в тюрьме в 1913 году. Она нашла его в доме для душевнобольных под Москвой.
Борьба за освобождение Хольцмана, длившаяся в течение многих лет, наконец, увенчалась успехом и российские власти дали согласие отпустить его. Однако прусские власти отказались впустить его в страну, поэтому Хольцман был вынужден остаться в тюрьме в России. Здоровье Хольцмана ухудшилось. Он страдал от недоедания, чахотки и тифа и умер 28 апреля 1914 года в Мещерской тюрьме.
Похоронен на еврейском кладбище Берлин-Вайсензее.
Эльза Ласкер-Шюлер посвятила ему несколько своих стихотворений. Наследие Хольцмана составляют новеллы, стихи, многочисленные статьи.

## Избранные произведения
- Das dritte Geschlecht. Berlin 1903 (в соавт.)
- Goldene Kätie. Berlin 1904
- Ein romantischer Rowdy